# Escamillo
Josep Pons i Ortiz, conegut amb el nom artístic d'Escamillo (1925 - Barcelona, 16 gener 1987) va ser un artista de varietats català. Va actuar al Paral·lel barceloní d'on va ser primera estrella. El pseudònim d'Escamillo l'havia manllevat del personatge de l'òpera de Bizet, Carmen.
De petit havia viscut al barri de la Barceloneta. Als anys 50 va entràr a treballàr a El Molino.

## Trajectòria professional
- 1964. Los verdes. Teatre Victòria de Barcelona. Amb Bella Dorita i Carmen de Lirio.